# Educação em São Cristóvão e Neves
Através do Ato Educacional de 1976, a educação em São Cristóvão e Neves é obrigatória a todas as pessoas com idade entre 5 e 16 anos.